# Гришина, Юлия Николаевна
Юлия Николаевна Гришина (девичья фамилия Головко, род. 16 июня 1978, Киев) — доктор юридических наук, профессор. Эксперт по вопросам образования и науки. Народный депутат Украины 9-го созыва. Вошла в рейтинг 100 самых влиятельных женщин Украины по версии журнала «Фокус», заняв 27 место.

## Биография
В 2000 году окончила юридический факультет Киевского национального университета имени Тараса Шевченко. В 2006 получила степень кандидата юридических наук, в 2013 — степень доктора юридических наук по специальности трудовое право, право социального обеспечения. С 2014 года — профессор кафедры трудового права и права социального обеспечения КНУ имени Тараса Шевченко.
В 2002 году вышла замуж за Щотова Руслана Николаевича. Юрист, предприниматель.
В 2014 году вышла замуж и сменила фамилию, муж — Гришин Игорь Вячеславович, дочери — Щотова Влада Руслановна, Гришина Алиса Игоревна.
Судья постоянно действующего Третейского суда саморегулируемой организации «Профессиональная ассоциация регистраторов и депозитариев». Управляющий партнер юридической бизнес-школы «CTRL.School».
Входит в Комиссию по вопросам правовой реформы при Президенте Украины.

#### Научно-образовательная деятельность
С 2000 года работала в различных учреждениях высшего образования:
- Академия труда, социальных отношений и туризма:

01.09.2000 до 01.02.2005 — ассистент кафедры гражданско-правовых дисциплин;
01.02.2005 до 27.08.2009 — старший преподаватель кафедры гражданско-правовых дисциплин;
03.09.2007 до 27.08.2009 — заведующая кафедрой гражданско-правовых дисциплин;
27.08.2009 до 08.07.2013 — декан юридического факультета.
- Украинский государственный университет финансов и международной торговли (УГУФМТ):

09.07.2013 до 30.08.2013 — помощник ректора; доцент кафедры теории, истории и конституционного права;
02.09.2013 до 16.10.2013 — и. о. проректора по научно-педагогической и воспитательной работе;
03.02.2014 до 19.09.2014 — заведующая кафедрой гражданских и уголовно-правовых дисциплин.
- Киевский национальный университет имени Тараса Шевченко:

с 20.09.2014 — профессор кафедры трудового права и права социального обеспечения, юридический факультет Киевского национального университета имени Тараса Шевченко.

#### Политическая деятельность
Член Комитета Верховной Рады по вопросам образования, науки и инноваций, председатель подкомитета по вопросам высшего образования.
Специализируется на вопросах высшего образования, трудового права и права социального обеспечения.
Сопредседатель депутатского объединения «За права детей с особыми образовательными потребностями».
Входит в группы по межпарламентским связям с такими странами: Япония, Эстонская Республика, Республика Куба, Объединенные Арабские Эмираты, Республика Сингапур, Греческая Республика, Швейцарская Конфедерация, Королевство Нидерланды.